# Illes Caiman
Les illes Caiman (en anglès, Cayman Islands) són un territori del Regne Unit al mar Carib, al sud de Cuba i al nord-oest de Jamaica. Inclou tres illes: Grand Cayman, Cayman Brac i Little Cayman.
El 60% dels caimanians es poden considerar afroamericans de les illes Caiman. El 20% en són caimanesos negres i el 40% mulats.

## Història
Cristòfor Colom va ser el primer europeu en arribar-hi el 10 de maig de 1503, en el decurs del seu quart viatge a Amèrica. Les illes Caiman i l'illa veïna de Jamaica foren "cedides" a Anglaterra el 1670 pel tractat de Madrid. Les illes Caiman i Jamaica foren governades com una única colònia fins al 1963, quan es van separar: Jamaica va assolir la independència i les illes Caiman van restar com a colònia britànica.

## Economia

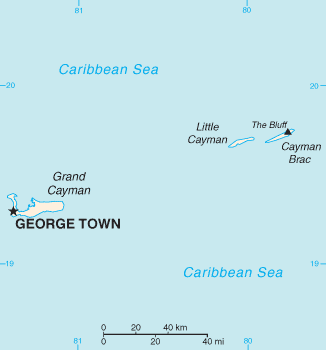
Mapa de les illes Caiman

Les illes Caiman són un paradís fiscal. Moltes empreses es domicilien a les illes per aprofitar-ne l'exempció d'impostos. L'altra activitat econòmica d'importància és el turisme.
El PIB per capita és un dels més alts del Carib.